# 宋項如
宋項如（1930—1998），安徽人，臺灣編劇、導演、製作人。早年曾考取海軍官校青島艦艇訓練班，赴台後考入政戰學校，畢業於政戰學校影劇系。早年曾擔任記者，1960年代後期轉而從事電影與電視劇編劇工作。其參與的多部影視作品如《歡顏》、《候鳥之愛》、《大湖英烈》、《上行列車》、《搭錯車》、《戲說乾隆》中視版、《戲說乾隆》台視版、《戲說慈禧》等，分別受到金馬獎與金鐘獎獲獎或提名的肯定。
宋項如曾自言「人在二十，可以寫詩；人到三十，寫寫小說；但是，非到四十以後，才懂得人生，懂得寫劇本、當導演」。由於出身背景與離散歷程，宋項如編劇作品頗多從常人悲歡離合的角度進行鋪陳，不乏結合個人生命經驗的元素。1987年蔣經國政府開放赴大陸探親，1989年宋項如返鄉探母並遊歷江南。隨後宋項如以江南見聞創作《戲說乾隆》劇本，《戲說乾隆》三部的劇情主軸附會乾隆帝的愛情故事，但結局皆以乾隆帝和虛構的民間女主角分離作收。
宋項如於1998年4月因心臟病發，病逝於台北，享年68歲。

## 榮譽
《候鳥之愛》1980年第17屆金馬獎宋項如獲得同屆電影金馬獎最佳原著劇本獎。

《戲說乾隆》中視版第一單元〈乾隆掃黑記〉1992年第27屆金鐘獎入圍電視金鐘獎戲劇節目獎連續劇類。宋項如獲得同屆電視金鐘獎編劇獎。

## 外部連結
- 宋項如 - MovieCool 華文影劇數據平台